# Bequia
Bequia [ˈbɛkweɪ] ist Teil des Staates St. Vincent und die Grenadinen und mit einer Fläche von ungefähr 18 km² die größte Insel des vincentischen Teils der Grenadinen. Der Name bedeutet „Insel der Wolken“ in der Sprache der Arawak, der Urbevölkerung.

## Bevölkerung
Auf der Insel leben knapp 5000 Einwohner (Stand: 2012). Der überwiegenden Anteil der Einwohner hat Vorfahren in Subsahara-Afrika, welche als Sklaven für den Zuckerrohranbau auf die Insel gekommen sind.

## Geographie
Bequia liegt ca. 14 km südlich der Hauptinsel St. Vincent und etwa genauso weit nordwestlich von Mustique. Sie gehört zu den Grenadinen, die ihrerseits zu den Inseln über dem Winde und damit zu den Kleinen Antillen gehören. Sie liegt zwischen dem Karibischen Meer und dem Atlantik.
Der Hauptort ist Port Elizabeth an der Admiralty Bay auf der Westseite der Insel. Weitere Dörfer sind Paget Farm, Lower Bay, La Pompe, Hamilton und Derrick. Die höchste Erhebung (Pleasant Top) erreicht eine Höhe von 268 m.

## Verkehr
Bequia hat einen kleinen Flughafen, der regional und international angeflogen wird, unter anderem von Barbados und St. Lucia aus.
Eine Fähre verkehrt regelmäßig zwischen dem Hauptort Port Elizabeth und der Hauptstadt von St. Vincent, Kingstown, sowie den übrigen bewohnten Inseln der Grenadinen.
Auf der Insel verkehren Kleinbusse als eine Art Busservice zwischen Port Elizabeth und den Orten auf dem Südteil der Insel, die gegen geringes Entgelt an jedem beliebigen Punkt halten.

## Tourismus
Port Elizabeth ist ein beliebter Hafen für Yachten und Ausgangspunkt für Segeltörns in die Inselwelt der Grenadinen. Hier finden sich auch die meisten Hotels und Restaurants sowie Geschäfte mit allem, was Segler benötigen – von Lebensmitteln bis zu Seekarten und Bootszubehör.
Auf der anderen Seite der Insel bietet Friendship Bay ruhige Hotels, Bademöglichkeiten und eine Tauchschule.

## Walfang

Admiralty Bay

Seit den 1870ern bis weit ins 20. Jahrhundert hinein war der Walfang ein wichtiger Teil der lokalen Wirtschaft. Unter dem Internationalen Übereinkommen zur Regelung des Walfangs ist es den Bewohnern offiziell erlaubt, eine limitierte Anzahl Buckelwale auf traditionelle Art zu fangen, mit Harpunen von kleinen Booten aus sowie ausschließlich für den lokalen Verbrauch. Für die Jahre 2003–2007 waren vier Wale pro Jahr erlaubt. Diese Zahlen sind in den letzten Jahren nie erreicht worden: In den 1990ern wurden insgesamt neun Buckelwale erlegt, in den Jahren 2000 bis 2002 noch zusammen vier.
Mit dem letzten Walfänger, Athneal Ollivierre, ist die Tradition möglicherweise ausgestorben. Es gibt heute noch das von Ollivierre errichtete Walfangmuseum sowie die Anlandestelle auf der vorgelagerten kleinen Insel Petit Nevis. Auf der inoffiziellen Flagge der Insel findet sich aufgrund dieser Tradition ein Wal.